# Angers
Angers (francoska izgovorjava: [ɑ̃ʒe]; prevzeto v slovenščino: [anžé]) je mesto v zahodni Franciji, približno 300 km jugozahodno od Pariza. Je prefektura departmaja Maine-et-Loire in je bil do francoske revolucije glavno mesto province Anjou. Prebivalci mesta in province se imenujejo Anguvinci ali redkeje Angeriens.
Angers obsega 42,70 kvadratnih kilometrov in ima 154.508 prebivalcev, medtem ko jih okoli 432.900 živi v njegovem [[metropolitansko območje|metropolitanskem območju]g (aire d'attraction). Communauté urbaine Angers Loire Métropole je sestavljena iz 29 občin, ki pokrivajo 667 kvadratnih kilometrov z 299.500 prebivalci (2018). Brez širšega metropolitanskega območja je Angers tretja najbolj naseljena občina v severozahodni Franciji za Nantesom in Rennesom ter 18. najbolj naseljena občina v Franciji.
Stoletja je bil Angers pomembno oporišče v severozahodni Franciji. Bil je zibelka rodbine Plantagenetov in je med vladavino Renéja Anžujskega postala eno od intelektualnih središč Evrope. Angers se je razvil ob sotočju treh rek, Mayenne, Sarthe in Loir, ki so vse prihajale s severa in tekle proti jugu do Loare. Njihovo sotočje, severno od Angersa, ustvari Maine, kratko, a široko reko, ki se več kilometrov južno izliva v Loaro.
Danes Angers izstopa po svoji specializaciji v rastlinskem sektorju: Végépolys je vodilni evropski vrtnarski konkurenčni grozd, v mestu pa je tudi sedež urada Skupnosti za rastlinske sorte. Poleg tega je metropolitansko območje Angers pomembno gospodarsko središče v zahodni Franciji, še posebej dejavno v industriji in turizmu. Angers ima bogato kulturno življenje, ki ga omogočajo njegove univerze in muzeji. V starem srednjeveškem središču še vedno dominira ogromen grad Plantagenêtov, dom tapiserija Apokalipse, največjega srednjeveškega ansambla tapiserij na svetu. Angers je tudi na robu doline Loare, ki je del svetovne dediščine, in regionalnega naravnega parka Loire-Anjou-Touraine.

## Geografija
Angers leži v geografskem središču departmaja Maine-et-Loire, ob cesti, ki povezuje Pariz z Atlantskim oceanom. Mesto leži južno od sotočja rek Loir, Mayenne in Sarthe, ki skupaj tvorijo reko Maine. Maine prečka Angers in se usmeri proti jugu proti Loari. Sotočje treh rek in bližina Loare tvorita naravno križišče, ki je omogočilo ustanovitev antičnega Juliomagusa.
Angers je 91 km od Nantesa, 124 km od Rennesa, 132 km od Poitiersa in 297 km od Pariza. Prav tako je 118 km oddaljen od Pornica, najbližjega obmorskega letovišča, ki leži ob Atlantskem oceanu.
Nadmorska višina se spreminja od 12 do 64 metrov.
Angers je hribovito mesto, ki ga še posebej zaznamuje skalnat rt, ki prevladuje nad spodnjo dolino Anjou. To je bila lokacija antičnega mesta in še vedno hrani mestni grad, stolnico in srednjeveške četrti.
Na severu in jugu, kjer reka Maine priteče in zapušča Angers, pokrajino tvorijo otoki, ribniki in poplavne ravnice, ki so zatočišče za ptice in značilno floro Val de Loare. Etang Saint-Nicolas in Lac de Maine, obe umetni, sta med največjimi zelenimi območji mesta.
Angers ima oceansko podnebje z zmernim dežjem vse leto. Pozimi so redke zmrzali in snežne padavine, poletja pa topla in sončna.

### Metropolitansko območje
Občina Angers meji na deset drugih občin, ki tvorijo različna predmestja. To so v smeri urinega kazalca Avrillé, Cantenay-Épinard, Écouflant, Saint-Barthélemy-d'Anjou, Trélazé, Les Ponts-de-Cé, Sainte-Gemmes-sur-Loire, Bouchemaine in Beaucouzé. 22 drugih občin, ki so dlje od njih, Communauté urbaine Angers Loire Métropole. Vse te obrobne občine so znotraj 17 km od Angersa. Skupaj imajo okoli 272.400 prebivalcev.

## Demografija
Leta 2017 je imel Angers 152.960 prebivalcev, 1,2 % več kot pred desetimi leti. Je 18. najbolj naseljena občina v Franciji. Leta 2018 je imelo mestno območje (unité urbaine), ki obsega Angers in enajst okoliških občin (skupaj 243,3 kvadratnih kilometrov), 242.613 prebivalcev. Metropolitansko območje (aire d'attraction) je leta 2018 vključevalo 81 občin, 432.939 prebivalcev in 2419 kvadratnih kilometrov . Angers Loire Métropole, gospodarsko in politično združenje občin, vključuje 29 občin in približno 299.000 prebivalcev.
Prebivalstvo mesta Angers je razmeroma mlado, saj je 46 % prebivalcev mlajših od 30 let in 22 % prebivalcev starejših od 60 let. To je delno razloženo s prisotnostjo dveh univerz, leta 2017 je bilo 21,0 % prebivalstva med 15 in 64 dijaki in študenti.

## Administracija
Angers je februarja 1475 prejel listino občine od Ludvika XI., vendar svobodne volitve za župana in svetnike niso bile zagotovljene pred letom 1484, po odločitvi Karla VIII. Od takrat je Angersu vladalo 75 zaporednih županov.
Angers je bil do druge svetovne vojne v glavnem pod oblastjo sredinskih in republikanskih županov. Od leta 1977 do 2014 so bili vsi zaporedni župani člani socialistične stranke, medtem ko so departma Maine-et-Loire vedno vodile zmerne desničarske stranke.
Angers je razdeljen na 8 kantonov; večina jih vključuje dele Angersa in nekatere okoliške občine. Ti kantoni niso upravne enote in služijo le volitvam članov sveta departmajev. INSEE, francoski inštitut za statistiko, deli občino Angers na dvanajst sektorjev. Glede na njihove socialne in gospodarske težave imajo lahko nekateri od njih prednost pri finančni pomoči in prenovi mest. V Angersu jih pet velja za prednostne sektorje, tri za občutljiva mestna območja in eno za prosto urbano območje.
Ker je Angers administrativni center Maine-et-Loire, je sedež prefekture. Je tudi sedež prizivnega sodišča in več regionalnih ali lokalnih inštitutov, ki zadevajo na primer carino, izobraževanje ali znanost. Angers ima tudi več drugih sodišč in zapor.

## Zgodovina

### Prazgodovina in antika
Prvi znaki človeške prisotnosti v Angersu segajo okoli 400.000 pr. n. št. Ostanki iz neolitika so bogatejši in vključujejo številne polirane kamnite sekire. Na grajskem zemljišču so odkrili tudi grobove iz let 4500 do 3500 pr. n. št.
V 5. stoletju pr. n. št. se je severno od Loare naselilo keltsko ljudstvo Andecavi. Do konca železne dobe je bil Angers razmeroma gosto poseljeno gradišče. Čeprav je rimsko ime naselja - Juliomagus - morda starejše, je izpričano šele iz 3. stoletja. Rimsko mesto je bilo sestavljeno iz številnih vil in kopališč ter je imelo amfiteater in mitrej, tempelj, posvečen Mitri.
Zaporedni germanski vpadi v letih 275 in 276 našega štetja so prisilili prebivalce, da so se preselili na najvišjo točko svojega mesta in zgradili obzidje okoli majhnega območja okoli 9 hektarjev.

### Srednji vek
Angers je svojega prvega škofa dobil leta 372 ob izvolitvi Martina iz Toursa. Prvi samostan Saint-Aubin je bil zgrajen v 7. stoletju za sarkofag svetega Albinija. Samostan Saint-Serge sta stoletje pozneje ustanovila merovinška kralja Klodvik II. in Teoderik III. Leta 2008 so na mestu, kjer je nekoč stala cerkev Saint-Morille med gradnjo tramvaja, odkrili deset frankovskih sarkofagov iz tistega obdobja.
Od leta 850 je Angers trpel zaradi položaja na meji z Bretanjo in Normandijo. Septembra 851 sta se Karel Plešasti in bretonski poglavar Erispoe srečala v mestu, da bi podpisala pogodbo v Angersu, ki je zagotovila Bretanji neodvisnost in določila meje. Vendar je položaj za Angers ostal nevaren in Karel Plešasti je leta 853 ustvaril široko varovalno območje okoli Bretanje, ki je obsegalo dele Anjouja, Touraine, Maine in Séesa, ki mu je vladal Robert Močni, praded Huga Capeta.
Leta 870 je vikinški poglavar Hastein zavzel Angers, kjer se je naselil, dokler ga uspešno obleganje ni začasno izpodrinilo. Ponovno je prevzel nadzor nad mestom leta 873, preden ga je karolinški cesar odstavil.
Fulk I. Anžujski, karolinški potomec, je bil prvi vikont Angersa (pred 898 do 929) in Toursa (898–909) ter grof Nantesa (909–919). Okoli leta 929 je prevzel naslov grofa Angersa in ustanovil prvo anžujsko rodbino, hišo Ingelger (francosko Ingelgeriens). Angers je pozneje postal glavno mesto province Anjou.
V 12. stoletju je po notranjih delitvah v Bretanji grofijo Nantes priključil Anjou. Henrik II. Plantagenêt ga je obdržal več kot 30 let. Vnuk Henrika I. je tudi nasledil angleško krono in vladal obsežnemu Anžuvinskemu kraljestvu, ki se je raztezalo od Pirenejev do Irske. Château d'Angers je bil takrat sedež dvora in rodbine. Kraljestvo je izginilo v letih 1204–1205, ko je francoski kralj Filip II. zavzel Normandijo in Anjou. Odslej ni bilo več anžujskih grofov, saj je francoski kralj Anjou naredil za vojvodino.
Zdaj del Kraljevine Francije je Angers postal »Ključ kraljestva« (Clé du Royaume), ki se sooča s še vedno neodvisno Bretanjo. Leta 1228, v času mladoletnosti Ludvika IX., se je Blanche Kastiljska odločila utrditi mesto in obnoviti grad. Kasneje, v 1350-ih in 1360-ih, so bile pravne, medicinske in teološke šole, znane v Evropi, organizirane v univerzo. Leta 1373 je Ludvik I. Neapeljski in Anžujski naročil šest tapiserij s ponazoritvijo Apokalipse sv. Janeza, danes znanih kot Tapiserija Apokalipse.

### Renesansa
Kralj René Anjoujski je prispeval h gospodarski oživitvi mesta, ki sta ga zmanjšali črna smrt (1347–1350) in stoletna vojna (1337–1453). Mož velike kulture in velikodušnosti je René spremenil Angers v kulturno in politično središče in tam imel dvor. Grajski prekop je preuredil v zverinjak in zgradil več vrtov. V Angersu je ustanovil tudi nov Ordre du Croissant, ki naj bi konkuriral nekaj let prej ustanovljenemu Redu zlatega runa.
Leta 1474 je Ludvik XI. Francoski, ko je poskušal osvojiti Anjou, s svojo vojsko prišel v Angers in zahteval ključe mesta. René, takrat star 65 let, ni želel voditi vojne proti svojemu nečaku in je brez boja predal svoje posesti. Tako je Anjou prenehal biti apanaža in je padel v kraljevo domeno. Po njegovi smrti je bil René leta 1480 pokopan v stolnici Saint-Maurice.
Leta 1551 je Angers postal sedež okrožja in predsednik jurisdikcije, položaj, ki ga je mesto obdržalo do leta 1790. Istočasno je bil z rastjo protestantizma v Franciji katoličan postavljen na čelo mesta in njegovih gradov, medtem ko je buržoazija ustanovila katoliško milico, da bi zaščitila Angers pred hugenoti. Škof Gabriel Bouvery je na svoji strani organiziral Angevin League.
Ko je novica o pokolu na dan sv. Bartolomeja dosegla Angers, se je v mestu zgodil nov pokol. Trupla pobitih protestantov so vrgli v Mayenne. Poboj so ustavili svetniki.
Leta 1598 je Henrik IV. v Angersu pripravil Nantski edikt. Od 6. marca do 2. aprila je bil Angers de facto prestolnica Francije in kralj je poskušal na vse načine zadovoljiti katoličane v mestu, na primer s polaganjem temeljnega kamna novega kapucinskega samostana.

### Klasično obdobje
Leta 1619 je Ludvik XIII. Francoski dal upravljanje Anjouja svoji materi Mariju Medičejski. Kraljica mati se je naselila v Angersu, v Logis Barrault, s svojim kaplanom, kardinalom Richelieujem.
Ob prezgodnji smrti Ludvika XIII. leta 1643 je bil njegov sin Ludvik XIV. šele dojenček. Francijo je v tem času pestilo več lakot in epidemij ter politična nestabilnost. Leta 1649 so se prebivalci Angersa uprli naraščajočim davkom, začetek Fronde v Anjouju. Fronda je bil vsedržavni vojaški spopad, ki je nasprotoval nekaterim aristokratom, ki so želeli več avtonomije, in kraljevim silam, zvestim Ani Avstrijski kot kraljici materi in regentki, ter njenemu predsedniku vlade, kardinalu Mazarinu. Kraljevsko zatiranje v Angersu je za las preprečil škof Henri Arnauld, ki je posredoval pri kraljici materi. Arnauld, ki je ostal škof v Angersu do leta 1692, je pustil globok pečat v verskem življenju mesta v drugi polovici 17. stoletja.
Leta 1652 se je Henri Chabot, vojvoda Rohana in guverner Anjouja, odločil podpreti vodjo Fronda Louisa Condéjskega. Angers se je znova uprl in Ludvik XIV. je poslal svojo vojsko, da ga zasede. Vojvoda Rohan se je takoj predal in tako ponovno preprečil plenjenje mesta.

### Francoska revolucija
Prvi meseci francoske revolucije so bili v Angersu relativno mirni. Leta 1789 je mesto izgubilo svoje starodavne upravne položaje, ki jih je leta 1790 nadomestil departma Mayenne-et-Loire, ki se je kmalu preimenoval v Maine-et-Loire. Anjou je kot politična enota izginil, čeprav je novi departma vključeval večino njegovega ozemlja.
Vojna v Vendéeju, kraljevi upor in protirevolucija v Vendéeju, departmaju na jugozahodu Maine-et-Loire, je marca 1793 dosegla Loaro. Rojalistična vojska je kmalu prečkala reko in novembra napredovala do Granvilla v Normandiji. Potisnjeni nazaj so se Vendéjci vrnili proti jugu in morali napasti Angers, da bi znova prečkali Loaro.
Mesto je branilo 4000 republikanskih vojakov, medtem ko je bilo rojalistov najmanj 20.000, vendar so bili oslabljeni zaradi zaporednih bojev in smrti. Obleganje Angersa se je zgodilo 3. in 4. decembra 1793. Slaba taktika rojalistov, kot tudi moč mestnega obzidja in gradu Angers, so povzročili njihovo izgubo. Zato so se za nekaj časa vrnili na sever, okoli Le Mansa, preden so 16. decembra prečkali Loaro pri Ancenisu.
Leta 1794 je bila v celotni regiji izvedena ostra represija proti rojalistom. V Angersu je bilo ustreljenih 290 zapornikov, 1020 pa jih je v zaporu umrlo zaradi bolezni. Mesto je sprejelo tudi številne begunce, večinoma republikance, ki so živeli na rojalističnem podeželju. Med 19. in 31. majem 1793 je med 650 in 1000 republikanskih družin zaprosilo za azil v Angersu.

### Od leta 1800
V 19. stoletju so na mesto močno vplivale urbane spremembe v Parizu. Mesto je imelo tradicionalno nekoliko mračni videz zaradi količine lokalnega skrilavca, uporabljenega pri gradnji, vendar so bile številne četrti postopoma uničene, prezidane ali obnovljene po pariškem vzoru. Mestno obzidje, ki je tvorilo kvadrat okoli starega mestnega jedra, so okoli leta 1850 porušili in nadomestili s širokimi bulvarji. Nova mestna okrožja so bila odprta tudi na nasprotnem bregu reke.
Leta 1849 je bila zgrajena železnica Angers-Saumur; dve leti pozneje so jo razširili na Nantes. Ko je bila dokončana, je proga povezala Pariz z atlantsko obalo.
Leta 1850 je katastrofalna okvara visečega mostu Basse-Chaîne povzročila smrt več kot 200 vojakov. Nesreča je za dve desetletji ustavila gradnjo visečih mostov v Franciji. Nesrečo je v glavnem povzročil hrupni korak vojakov, ki je povzročil resonanco v konstrukciji mostu.
Leta 1875 je bila ustanovljena »svobodna fakulteta«. Kmalu je bila združena s srednjeveško anžujsko univerzo (Universitas Andegavensis), ki je bila med francosko revolucijo razpuščena. Novo fakulteto je leta 1879 kot Katoliško univerzo v Angersu (Université catholique d'Angers) ustanovil papež Pij IX. Vendar je leta 1890 zakon prepovedal zasebnim visokošolskim ustanovam, da se imenujejo »univerze«. Institucija se je nato preimenovala v Svobodno fakulteto Angers (Faculté libre d'Angers), čeprav je ohranila svoje prvotno ime na neformalni osnovi. V začetku 20. stoletja sta bili odprti dve visokošolski ustanovi, specializirani za kmetijstvo in komercialne vede.
V prvi polovici 20. stoletja je bilo zgrajenih več stavb v slogu Art nouveau in Art déco, kot so Nouvelles Galeries, Hotel des Postes, Hotel Continental, Alcazar in Maison bleue.
Septembra 1939, ko je Nemčija napadla Poljsko, se je poljska vlada v izgnanstvu naselila v Angersu. Mesto je zapustilo 12. junija 1940 po invaziji Wehrmachta na Francijo. Jeza je padla na naciste v istem mesecu. Nemci so ga postavili za sedež deželnega poveljstva. Leta 1941 je bilo v Angersu ustanovljeno prvo odporniško gibanje, imenovano Honneur et Patrie. Leta 1942 je bilo na poligonu Belle-Beille ustreljenih 60 upornikov, nemška tovarna bunkerjev pa je leta 1943 zaposlovala 6000 ljudi. Julija 1942 je bilo 853 Judov aretiranih in poslanih v Auschwitz.
V noči na 28. maj 1944 je prišlo do prvega zavezniškega bombardiranja četrti Saint-Laud. Umrlo je 243 ljudi, veliko drugih je bilo ranjenih. Zaporedni napadi 29. in 30. maja so uničili železniško postajo in njeno okolico, ki je bila obnovljena v 1950-ih.
Po osvoboditvi Avranchesa in Rennesa sta general Patton in njegova 5. pehotna divizija 5. avgusta prispela v Anjou. Da bi zavzeli Angers, so se odločili vstopiti v mesto z njegove vzhodne strani in presenetiti naciste. 9. avgusta so prečkali Maine in začeli boj. S pomočjo lokalnih francoskih sil za notranje zadeve so se postopoma premikali naprej proti središču mesta. Boj je bil kljub temu težak in Angers je bil osvobojen naslednji dan, okoli 5. ure popoldne.
Po koncu vojne je mesto doživelo hiter razvoj in demografsko rast. Leta 1971 je bila sprejeta odločitev o ponovni ustanovitvi javne univerze in Université catholique d'Angers je bila razdeljena na Université catholique de l'Ouest (zasebno) in Université d'Angers (javno). Angers ima še vedno dve različni univerzi.
Do 1980-ih je Angers doživel več obsežnih urbanističnih načrtov, kot je gradnja jezera Lac de Maine, več velikih občinskih posesti in nakupovalnih centrov, pa tudi izgradnja avtoceste, ki je prečkala mesto skozi njegovo središče, projekt, ki prisilil uničenje številnih starih zgradb in uničil prvotne pomole na Mainu. Kasneje so bili izdelani še drugi urbanistični načrti z novim poudarkom na varstvu narave in dediščine ter socialnem mešanju. V 1990-ih je prenova četrti Saint-Serge, ki se nahaja severno od zgodovinskega središča, ustvarila novo poslovno središče, vrtove in univerzitetne zgradbe.

## Znamenitosti
Angers je na seznamu francoskih umetnostno-zgodovinskih mest.
Château d'Angers, zgrajen na skrilastem rtu, dominira nad reko Maine in starim mestom. Njegova lokacija je bila zasedena že od antike; sam grad je med letoma 1230 in 1240 zgradil Ludvik IX. Masivno obzidje je dolgo približno en kilometer in je prekinjeno s 17 stolpi; so bili zgrajeni z vodoravnimi rezinami tufa in skrilavca, kar ji je dalo trdnost in izviren črtast videz. V 15. stoletju so na dvorišču dodali kapelo in Châtelet.
Maison d'Adam (Adamova hiša), ki je za stolnico, je odličen primer pollesenih hiš, ki so bile zgrajene v srednjem veku. Veliko podobnih hiš, čeprav manjših, je vidnih tudi po ulicah okoli gradu. V mestu je tudi več renesančnih in klasičnih hôtels particulier, najbolj znan je Logis Pincé iz 16. stoletja. Maison bleue (Modra hiša), zgrajena leta 1927, je mojstrovina art decoja. Nekdanji sedež francoske letalske družbe (Compagnie française d'Aviation) je bil zgrajen leta 1938 in opuščen med drugo svetovno vojno. Popolnoma prenovljen leta 2004 je zdaj pričevanje o arhitekturi iz 1930-ih.
Stolnica sv. Mavricija je glavna znamenitost v mestni pokrajini s svojima zvonikoma, ki segata na 75 metrov. Gradnja sedanje stavbe se je začela v 12. stoletju na ostankih starejšega svetišča. Prvotna stavba, romanska, je sredi 12. stoletja dobila gotske stebre in oboke, s čimer se je rodila anžuvinska gotika, slog, ki se je hitro razširil v zahodni Franciji in anžuvinskih posestih v Italiji. V 16. stoletju so fasadi dodali kipe in arhitekturne detajle. Dvojna zvonika sta bila zgrajena leta 1518 in 1523. Sosednja Palais du Tau, nekdanja škofovska palača, je iz 12. stoletja.
Obzorje zaznamuje tudi Tour Saint-Aubin. Dokončan leta 1170 je bil zvonik samostana, zaprtega med francosko revolucijo in uničenega leta 1810. Na dvorišču prefekture so ohranjene tudi dovršeno oblikovane arkade iz 11. in 12. stoletja. Drug samostan, Abbaye Toussaint, ustanovljen v 13. stoletju, je bil prav tako delno porušen, vidni so le cerkev in deli križnega hodnika. Na južni meji občine, blizu Maine, stoji Couvent de la Baumette, ki ga je v 15. stoletju ustanovil René Anjoujski.
La Doutre, stara četrt na zahodnem bregu Maine in obrnjena proti gradu, vsebuje dve veliki srednjeveški lokaciji, nekdanji Abbaye du Ronceray, zgrajen v 11. in 12. stoletju, in Hôpital Saint-Jean, ki ga je ustanovil Henrik II. Anglije in se do leta 1870 uporabljala kot mestna bolnišnica.
- Izraziti črtasti stolpi gradu
- Grad
- Châtelet v gradu
- Hiša Poisson
- Fasada Hiše Croissant
- Logis Pincé
- Maison bleue
- Stolnica
- Notranjost stolnice
- Palais du Tau
- Stolp Saint-Aubin
- Samostan Ronceray
- Samostan sv. Nikolaja (Matična hiša sester dobrih pastirčkov)
- Mostovi čez Maine (pogled z gradu Angers)

## Pobratena mesta
Angers je pobraten:
- Haarlem, Nizozemska (1964)
- Osnabrück, Nemčija (1964)
- Bamako, Mali (1974)
- Pisa, Italija (1982)
- Wigan, Anglija, Zfruženo kraljestvo (1988)
- Södertälje, Švedska (1998)
- Yantai, Kitajska (2006)
- Austin, Texas, ZDA (2011)
- Toruń, Poljska (2011)